# Italo De Zan
Italo De Zan   (San Fior, 1 de juliol de 1925 - Treviso, 9 de març de 2020) va ser un ciclista italià que fou professional entre 1946 i 1952. Les principals victòries com a professional foren una etapa al Giro d'Itàlia de 1948 i la Milà-Torí de 1947.
Morí a Treviso el març de 2020 com a conseqüència de la COVID-19 que afectà Itàlia.

## Palmarès
- 1946
  - 1r a la Coppa Caldirola
  - 1r a la Coppa del Re
  - 1r a la Milà-Rapallo
- 1947
  - 1r a la Milà-Torí
- 1948
  - Vencedor d'una etapa al Giro d'Itàlia
- 1949
  - 1r al Sàsser-Càller

### Resultats al Giro d'Itàlia
- 1947. Abandona
- 1948. 28è de la classificació general. Vencedor d'una etapa